# Geai à gorge blanche
Aphelocoma coerulescens
Espèce
Statut de conservation UICN

 VU A2cde+3cde+4cde;B1ab(i,ii,iii,iv,v);C1+2a(i) : Vulnérable
 C1+2a(i) 
Répartition géographique
Le Geai à gorge blanche (Aphelocoma coerulescens) est une espèce de passereaux de la famille des Corvidae qui fait partie des 15 espèces continentale endémique des États-Unis, cette espèce se retrouve en Floride. C'est une espèce aujourd'hui considérée comme vulnérable par l'Union internationale pour la conservation de la nature.

## Description

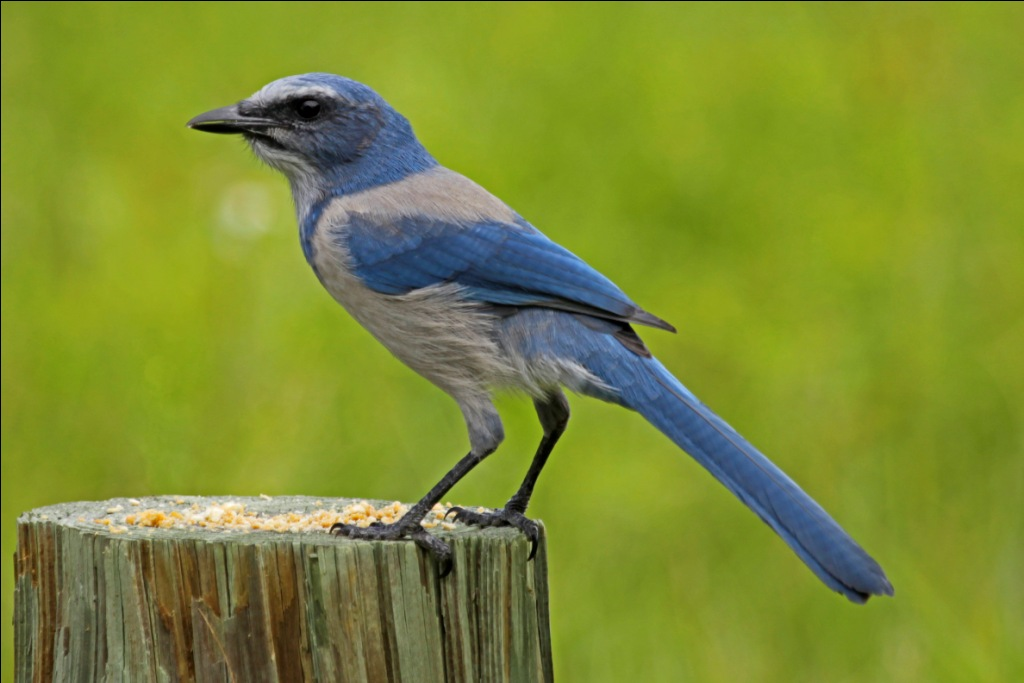
Geai à gorge blanche au Merritt Island National Wildlife Refuge, Titusville, Floride.

Le Geai à gorge blanche mesure de 23 à 28 cm de long ce qui est une taille moyenne pour les Corvidae (une taille et une mensuration assez semblable à son cousin de Geai bleu), et pèse entre 66 et 92 grammes, avec une moyenne de 80,2 grammes. Son envergure est de 33 à 36 cm ,,. Il a un bec trapu de couleur noir se terminant par un crochet, une tête et une nuque bleues sans crête (contrairement au Geai des chênespar exemple), un front et des sourcils blanchâtres, une bavette bleue, des ailes bleues, le dessous grisâtre, un dos gris, une longue queue bleue, des pattes et des doigts noirs,,. Les plumes primaires ont une bordure gris sombre sans éclat et les couvertures alaires sont de couleur bleu mat. Les flancs sont strié légèrement de brun, chez certains individus c'est flagrant chez d'autres  beaucoup moins,. Les sexes sont similaires, il y a quelques dimorphisme sexuel chez cette espèce, comme le fait que la femelle est légèrement plus petite et plus claire que le mâle,. Les juvéniles se distinguent des adultes par une tête brun foncé, des ailes et une queue plus terne que chez l'adulte, et ont leurs scapulaires, leurs couvertures moyennes et leurs sus-caudales de couleur brunes,. Ils ont à la naissance un bec brunâtre, une bouche jaune et des pattes brun noirâtre,. Les immature sont identifiable au milieu des adultes par leur couverture primaire encore brunâtre,. Le Geai à gorge blanche se distingue des autres Geais du genre Aphelocoma par le fait que le blanc du front se fond dans le blanc du sourcil et par la plus grande pâleur du dos, genre qui est relativement semblable a Geai à gorge blanche au niveau des couleurs comme c'est le cas pour le Geai de Santa Cruz qui vit en Californie. La longévité de l'espèce est estimé à 15 ans ce qui est moins que le Geai bleu estimé à 18 ans, mais assez similaire au Geai de Steller dont la longévité est estimé à 16 ans,,.

## Découverte et nomination
Le Geai à gorge blanche fut décrit par Louis-Augustin Bosc d'Antic dont les collections sont conservées aujourd'hui au Muséum national d'histoire naturelle à Paris. C'est lors de son immigration au États-Unis qu'il décrit cette espèce. Il fut décrit par William Bartram en 1791 dans son livre "Travels through North and South Carolina, Georgia, East and West Florida, the Cherokee Country, etc.", il le nomma Corvus Floridanus. Rare sont les langues qui comme le français décrive les caractéristiques de l'oiseau. La plupart des langues parlent du Geai de Floride, c'est le cas de l'anglais, de l'italien, de l'allemand, de l'espagnol, du danois ou encore du letton.

## Répartition et habitat

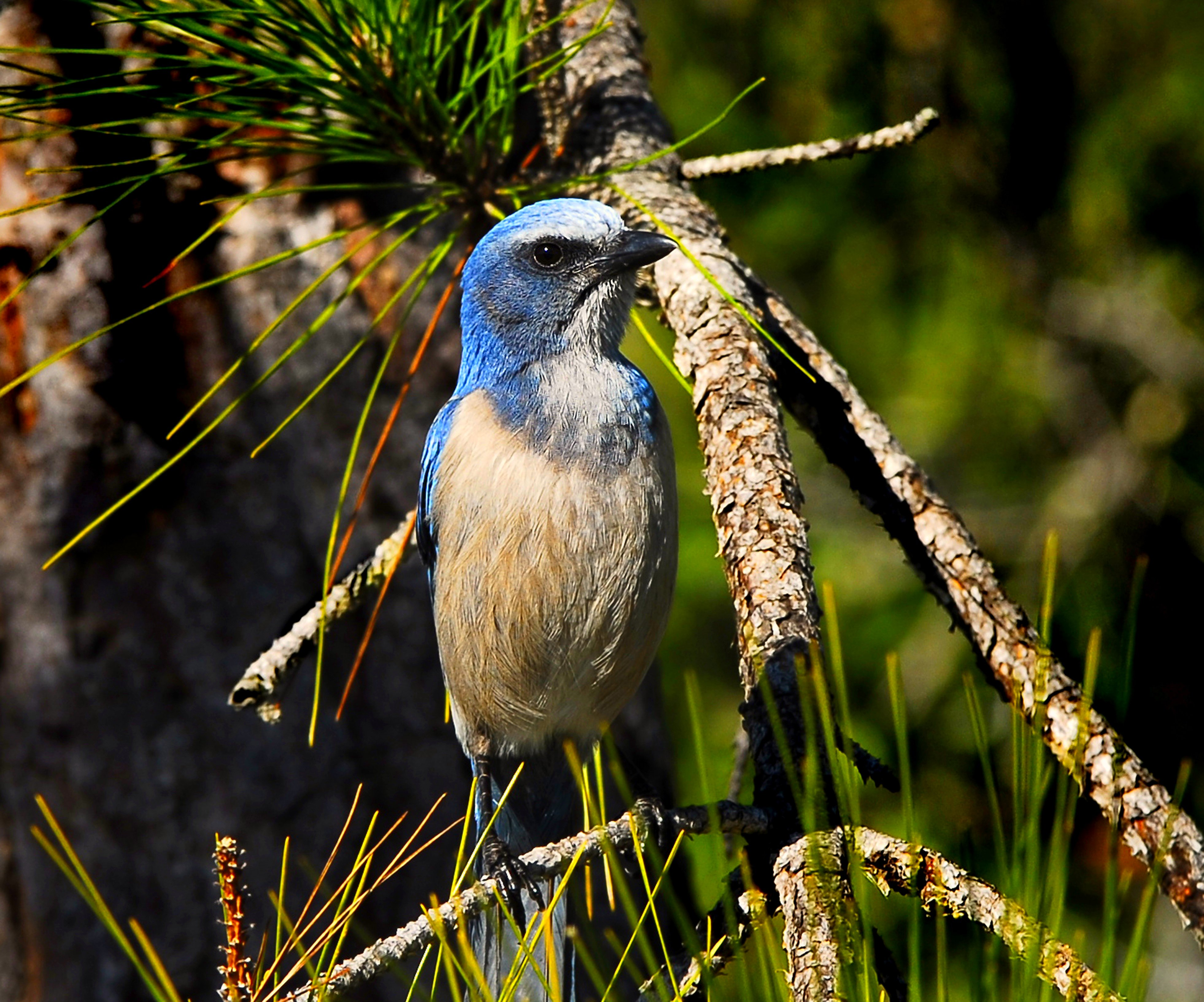
Geai à gorge blanche (Aphelocoma coerulescens).

On retrouve cette oiseau uniquement dans la péninsule de Floride,. L'espèce est absente du sud de cette péninsule, ainsi que de la région des villes de St. Petersburg et Tampa,. L'espèce est totalement sédentaire,. C'est le seul oiseau endémique à la Floride,. Le geai fréquente les parcelles isolé et les broussailles de chênes situé sur des dunes sableuses, il évite les forêts de pin,. Cette espèce est dépendante des incendies qui garantisse le renouvelement des forêts, ils aiment particulièrement les arbres de petite taille du genre Lyonia ainsi que des buissons de romarins (Ceratiola ericoides),,. Les geais à gorge blanche aiment aussi les zones de végétation éparses recouvertes de palmiers nains (serenoa repens). Les sols nus et sableux sont très importants pour eux lors de la recherche et de l'enfouissement de nourriture,.

## Galerie

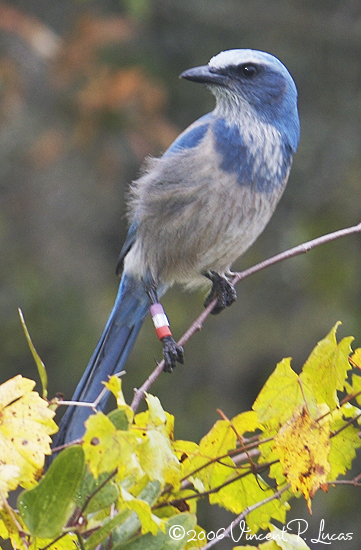
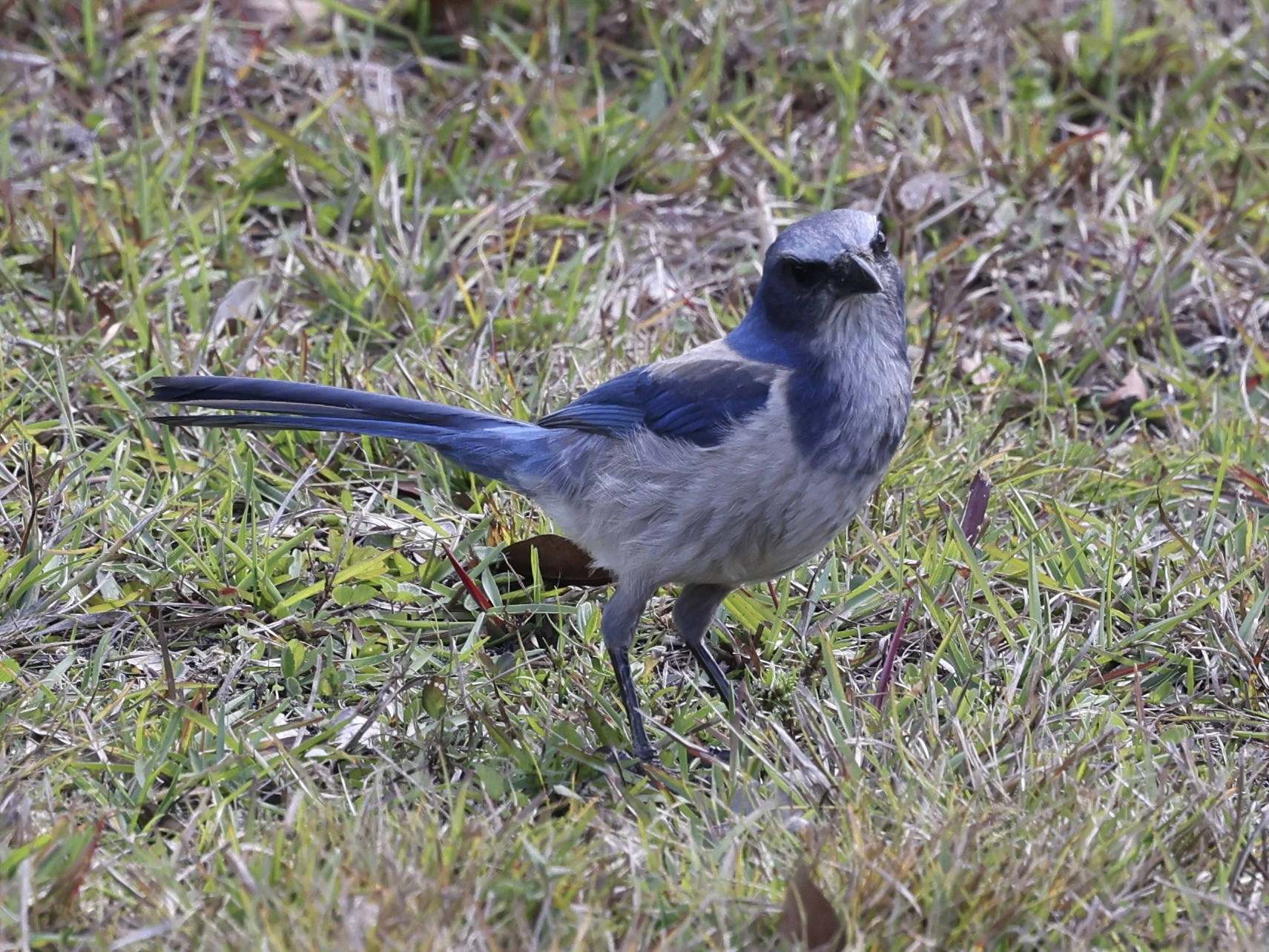
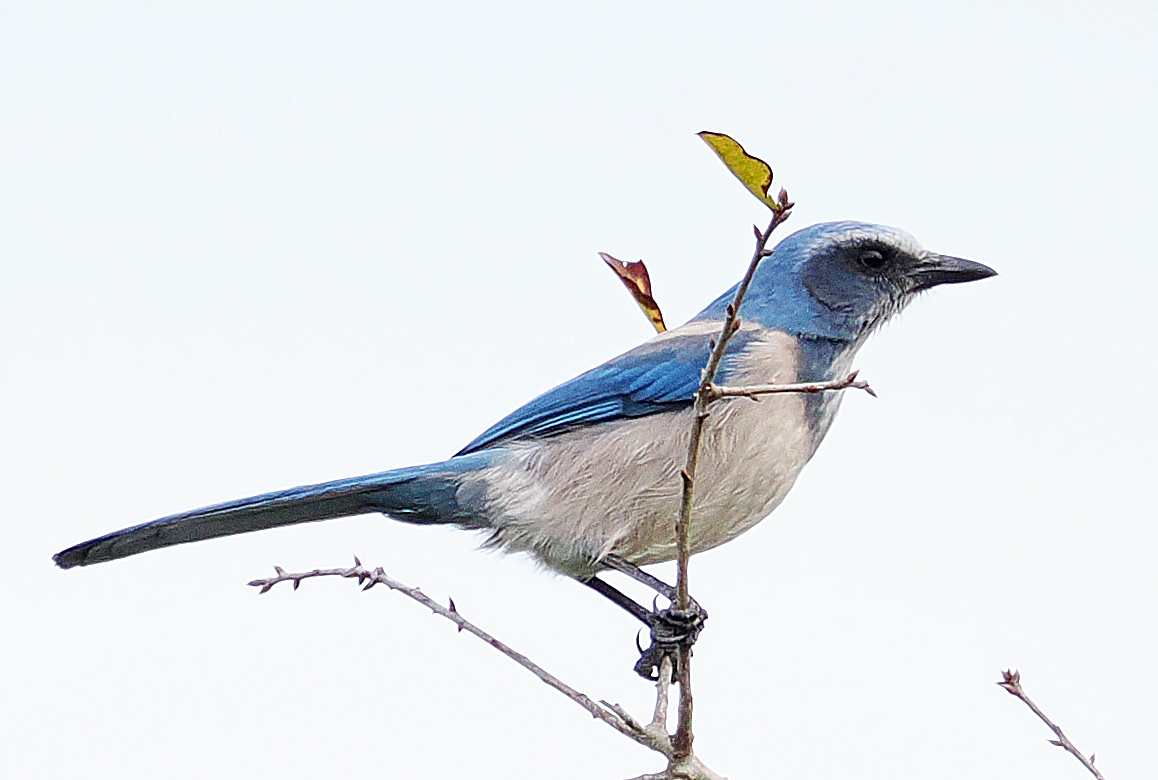

## Chant et cris
Les geais à gorge blanche ont un vaste répertoire de chant et de cris,,. Pour la défense de leur territoire ils émettent des "weep" dont la longueur et la fréquence sont variable,,. Un "kweep" est émis pour avertir les autres geais de la présence d'un prédateur comme un renard gris, près d'un nid,,. Une série de plusieurs "kweep" est émis en cas de prédateur aérien comme une Buse à épaulettes,,. Pour défendre son nids face a un autre animal comme un autre geais ils peuvent émettre une sorte de grondement avec de "chiop",,. Les oiseaux détendu s'exprime par des sifflements, de pipiements et des notes gutturales,,. Quand les oiseaux s'échange des matériaux pour la construction du nid, ils s'expriment pas des "kuk" à voie basse,,. Les femelles au nid quand elles réclament à manger l'expriment par des "wash",,.

## Alimentation
Les geais à gorge blanche sont omnivores, ils consomment un grand nombre de baies, de glands ou des graines de pins,,,,.